# Diócesis de Lezhë
La diócesis de Rrëshen (en latín: Dioecesis Alexien(sis) y en albanés: Dioqeza e Lezhës) es una circunscripción eclesiástica latina de la Iglesia católica en Albania, sufragánea de la arquidiócesis de Shkodër-Pult. La diócesis tiene al obispo Ottavio Vitale, R.C.I. como su ordinario desde el 23 de noviembre de 2005.

## Territorio y organización

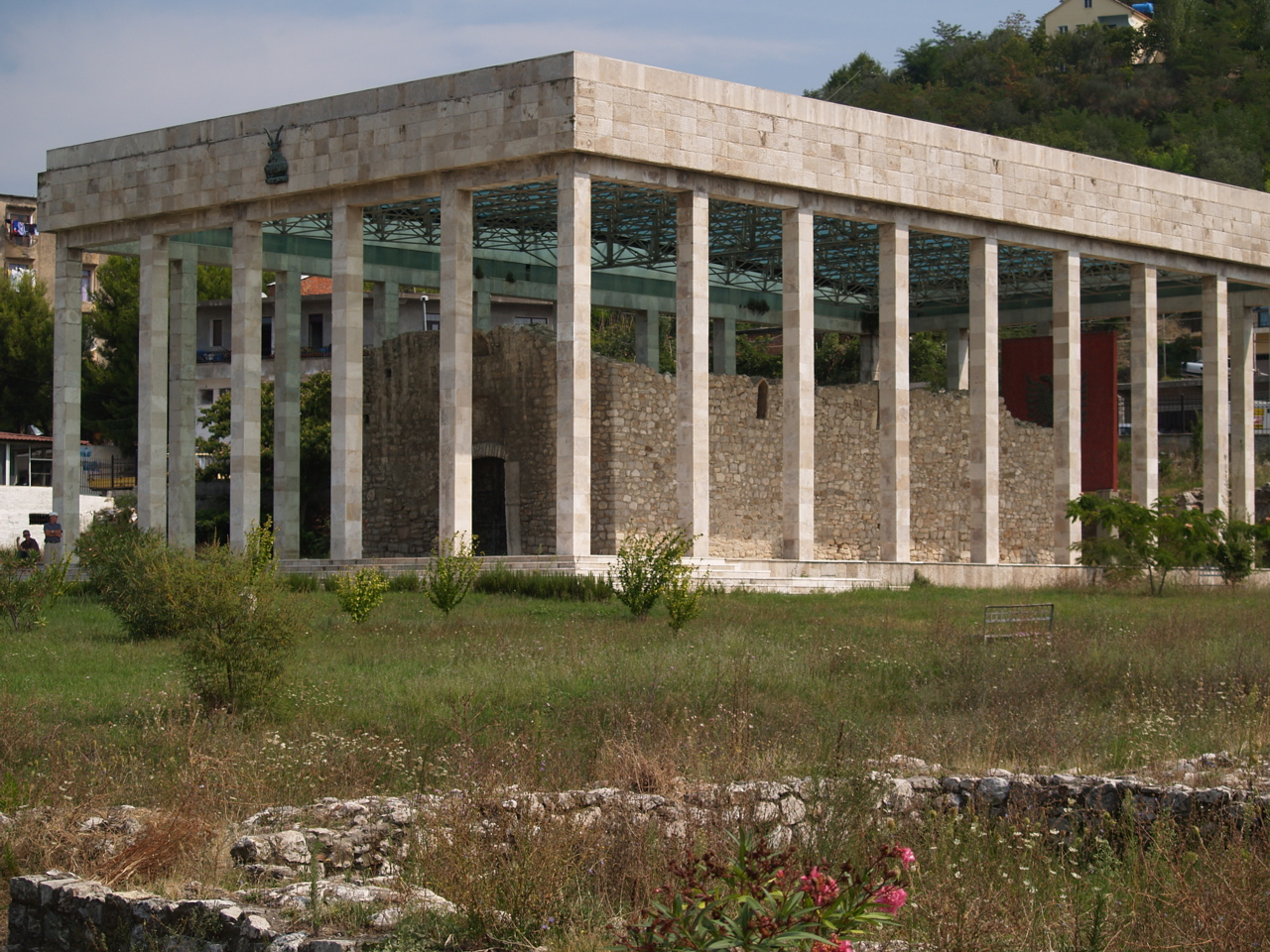
Restos de la antigua catedral de San Nicolás, que alberga la tumba del héroe nacional albanés, Skanderbeg

La diócesis extiende su jurisdicción sobre los fieles católicos de rito latino residentes en los distritos de Kurbin y Lezhë del condado de Lezhë.
La sede de la diócesis se encuentra en la ciudad de Lezhë, en donde se halla la Catedral de San Nicolás. 
En 2019 la diócesis estaba dividida en 12 parroquias. 

## Historia
Los orígenes de la diócesis de Lezhë (Alessio en italiano) son inciertos. Tradicionalmente se atribuye a esta sede al obispo Valente, que participó en el Concilio de Sárdica hacia el año 344. Sin embargo, Farlati asigna este obispo a la sede de Oescus en Dacia Ripense. Es más probable que el obispo Giovanni, episcopus Lissiensis, perteneciera a la diócesis de Lezhë, quien, expulsado de su sede por las incursiones de los eslavos, fue nombrado por el papa Gregorio I en la sede de Squillace. Después de Giovanni, ya no se conocen obispos en esta etapa de la historia de la diócesis.
Las excavaciones arqueológicas han sacado a la luz construcciones paleocristianas tanto en el interior como en el exterior de las murallas: salas de los antiguos baños transformados en basílica cristiana en la primera mitad del siglo V; restos de la iglesia de San Jorge de la segunda mitad del mismo siglo; excavaciones bajo la iglesia de San Nicolás con los restos de una basílica proto-bizantina. Además, una inscripción en latín conmemora a san Menas mártir, también documentado por una ampolla del siglo VI.
En la época bizantina, la diócesis de Lezhë está atestiguada en las Notitiae Episcopatuum del patriarcado de Constantinopla, desde principios del siglo IX hasta el siglo XII; en las Notitiae la diócesis de Έλισσός (Elissos) se cuenta entre las sufragáneas de la arquidiócesis de Durrës, junto con las diócesis de Stefaniaco, Cunavia y Croia. Sin embargo, no se conoce ningún obispo del período bizantino.
Tras el cisma de 1054 y la separación de las Iglesias dependientes de Roma de las sometidas al patriarcado de Constantinopla, el papa Clemente III, en 1089, sometió las diócesis del norte de Albania, a saber, Dulcigno, Suacia, Shkodër, Drivasto y Pult, a la sede metropolitana de Doclea, que fue antes trasladada a Bar. En ese acto no se hace mención de la diócesis de Lezhë.
Recién en el siglo XIV, con el final de la presencia bizantina y el comienzo de la veneciana, se restauró la sede de Lezhë, que volvió a tener una sucesión regular de obispos latinos, el primero de los cuales fue Giacomo, documentado en 1357. En los provinciales de los siglos XIV y XV, la diócesis se incluye tanto en la provincia eclesiástica de la arquidiócesis de Durrës como en la de Bar. En 1453 comenzó la construcción de la Catedral de San Nicolás, en donde el héroe nacional albanés, Giorgio Castriota Scanderbeg, quería ser enterrado.
A principios del siglo XVI, la región fue ocupada por los otomanos, quienes convirtieron tres de las cinco iglesias de Lezhë en mezquitas, pero abandonaron la catedral porque tres derviches se suicidaron allí saltando desde una torre. Además, un acuerdo con los venecianos en 1506 garantizaba el mantenimiento de la diócesis. Al mismo tiempo que la ocupación turca, se suprimieron varias diócesis latinas de la región, incluida la de Croia, cuyo territorio se anexó en parte al de Lezhë. La ocupación también trajo graves consecuencias para la jerarquía eclesiástica: en 1478 el obispo tuvo que abandonar Lezhë y poner su residencia en Kallmet. A a menudo los obispos ni siquiera podían residir en la diócesis, que en las fuentes curiales romanas se llama titularis ecclesia in partibus infidelium. Un indicio de esta precaria situación fue el nombramiento de 18 obispos sólo para el siglo XVI. La Santa Sede tuvo que recordar muchas veces a los obispos la obligación de residir en la diócesis, donde todavía había numerosos clérigos y fieles católicos.
Consecuente fue la presencia de los franciscanos. A ellos pertenecieron varios monasterios, el último de los cuales, todavía activo a principios del siglo XX, fue el dedicado a San Antonio de Padua, que fue destino de una importante peregrinación realizada el día de su fiesta (13 de junio) y que, según la tradición, fue fundada por el mismo santo. Precisamente de los franciscanos, a principios del siglo XVII, el obispo Benedetto Orsini (1621-1654) pudo comprar un palacio como residencia episcopal, ya que el anterior había sido ocupado por los turcos.
Se debe al mismo obispo Benedetto Orsini un informe detallado sobre el estado de la diócesis en la primera mitad del siglo XVII, con una relación de las iglesias y pueblos que formaban parte de ella. También en la época de este obispo se resolvieron algunas disputas sobre la delimitación de las fronteras con las diócesis cercanas de Arbano y Sapë.
En 1692 se reportan unos 15 000 fieles distribuidos en unas 30 parroquias; en 1785 el número de fieles inscritos era de 19 404.
La diócesis fue sufragánea de la arquidiócesis de Bar hasta 1886, cuando pasó a formar parte de la provincia eclesiástica de Shkodër. En el siglo XIX el obispo residía habitualmente en Kallmet. El 25 de diciembre de 1888 cedió una porción de territorio para la erección de la abadía nullius de San Alejandro de los Mirditi de Orosh.
El franciscano Frano Gjini se convirtió en obispo de Lezhë a principios de 1946, poco antes de que los comunistas tomaran el poder en Albania. Al mismo tiempo era delegado de la Santa Sede y fue uno de los dignatarios de la Iglesia en Albania que fue víctima de la primera ola de persecución por parte del régimen comunista. Fue arrestado por presunta conspiración con potencias extranjeras, condenado en un juicio ficticio y fusilado en marzo de 1948. En 1967 todas las iglesias que quedaban en la diócesis fueron cerradas, destruidas o utilizadas con fines profanos por las autoridades comunistas. Durante la era del ateísmo estatal, la diócesis de Lezhë estuvo vacante de 1948 a 2005.
Después del restablecimiento de las religiones en Albania en 1990, el papa Juan Pablo II restableció la diócesis y en 2000 nombró al padre Ottavio Vitale, R.C.I. como administrador apostólico para restaurar la diócesis. El 23 de noviembre de 2005 el papa Benedicto XVI lo designó obispo de Lezhë. El obispo Frano Gjini fue beatificado el 5 de noviembre de 2016.
Al menos desde 1621 la iglesia dedicada a la Virgen María ha sido reportada como catedral, reemplazando a la de San Nicolás. El 28 de octubre de 2007 el cardenal Giovanni Battista Re consagró la nueva catedral, que ha tomado su antiguo nombre.

## Episcopologio
Para los siglos XIII y XIV, Eubel da fe de una doble serie de obispos vinculados a esta diócesis: la sede Alexiensis y la Lissaniensis, Lisiensis o Lixiensis. La siguiente cronología, para los siglos indicados, reporta la primera serie de obispos.
- Valente ? † (mencionado en 344 circa)
- Giovanni † (?-592 nombrado obispo de Squillace)
- Giacomo † (7 de enero de 1357-?)
- Dionigi †
- Domenico Progoni † (21 de noviembre de 1369-después de 1372[15])
- Gregorio de Venecia, O.P. ? † (mencionado en 1385)[16]
- Pietro †
- Francesco di Pietro, O.Cist. † (7 de septiembre de 1394-después de junio de 1395[17] renunció)
- Andrea de Rhegino, O.P. ? † (?-6 de octubre de 1397 falleció)[18]
- Nicola di Albania, O.P. ? † (6 de julio de 1410-?)[18]
- Andrea Sume † (5 de octubre de 1405-10 de mayo de 1426 nombrado obispo de Albania)
- Pietro Sarda, O.F.M. † (27 de noviembre de 1427-después de 1438 falleció)
- Pietro Domgion † (5 de septiembre de 1459-? falleció)
- Vito Jonyma † (28 de enero de 1474-? falleció)
- Pietro Malcasi † (27 de julio de 1478-?)
- Pietro † (12 de septiembre de 1485-?)
- Francesco Conti, O.P. † (15 de julio de 1504-? falleció)
- Giorgio Negri † (23 de febrero de 1509-circa 1512 falleció)
- Michele di Natera, O.P. † (9 de mayo de 1513-1513 falleció)
- Nicola Dabri † (26 de diciembre de 1513-? falleció)
- Nicola Modulo † (17 de junio de 1517-? falleció)
- Pedro Gil, O.S.Jo.Hier. † (1518?-1518 falleció)
- Bernardino (Giovanni) Gionema, O.F.M. † (17 de mayo de 1518-? falleció)
- Fernando de Rosas, O. de M. † (19 de noviembre de 1519-?)
- Nicola Naule † (?-circa 1525 falleció)
- Gionj Stymaj † (19 de noviembre de 1525-?)
- Antonio de Nigris † (24 de mayo de 1529-8 de noviembre de 1535 renunció)
- Guillaume de Furby, O.Carm. † (8 de noviembre de 1535-después de 1556 falleció)
- Nicolas Gérin, O.Cist. † (23 de marzo de 1558-circa 1559 falleció)[19]
- Antonio de Nigris † (circa 1559-? falleció) (por segunda vez)
- Giovanni Crassinga † (29 de junio de 1560-1575 renunció)
- Teodoro Calumpsi † (26 de octubre de 1575-circa 1578 falleció)
- Marino Braiano, O.F.M. † (15 de octubre de 1578-? renunció)
- Innocenzo Stoicino, O.S.B. † (12 de agosto de 1596-25 de octubre de 1620 falleció)
- Benedetto Orsini, O.F.M. † (21 de junio de 1621-circa 1654 falleció)
- Giorgio Vladagni † (6 de marzo de 1656-diciembre de 1689 falleció)
- Nicola Vladagni † (15 de octubre de 1692-después de 1705)
- Giovanni Galata † (15 de noviembre de 1728-26 de enero de 1739 nombrado obispo de Durrës)
- Simone Negri † (23 de febrero de 1739-antes del 13 de mayo de 1748 falleció)
- Paolo Campsi † (16 de septiembre de 1748-antes del 11 de agosto de 1750 falleció)
- Antonio de Alessio, O.F.M.Obs. † (16 de noviembre de 1750-15 de agosto de 1765 falleció)
- Giorgio Giunchi † (9 de diciembre de 1765-24 de julio de 1786 nombrado arzobispo de Bar)
- Michele Criesesi † (24 de julio de 1786-2 de febrero de 1797 falleció)
- Nicola Malci † (24 de julio de 1797-12 de octubre de 1825 falleció)
- Gabriele Barissich Bosniese, O.F.M.Obs. † (19 de septiembre de 1826-3 de enero de 1841 falleció)
- Giovanni Topić, O.F.M.Obs. † (12 de enero de 1842-27 de septiembre de 1853 nombrado obispo de Shkodër)
- Luigi Ciurcia, O.F.M.Obs. † (27 de septiembre de 1853-4 de junio de 1858] nombrado obispo coadjutor de Shkodër[20])
- Paolo Dodmassei † (1 de junio de 1858-27 de septiembre de 1868 falleció)
- Franciszek Malczyński † (24 de mayo de 1870-21 de abril de 1908 falleció)
- Leonardo Stephano Deda, O.F.M. † (21 de abril de 1908 por sucesión-8 de octubre de 1910 falleció)
- Luigj Bumci † (18 de septiembre de 1911-1 de septiembre de 1943 renunció)
  - Sede vacante (1943-1946)
- Beato Frano Gjini † (4 de enero de 1946-8 de marzo de 1948 falleció)
  - Sede vacante (1948-2005)
  - Ottavio Vitale, R.C.I. (5 de febrero de 2000-23 de noviembre de 2005 nombrado obispo) (administrador apostólico)
- Ottavio Vitale, R.C.I., desde el 23 de noviembre de 2005

## Estadísticas
De acuerdo al Anuario Pontificio 2020 la diócesis tenía a fines de 2019 un total de 89 900 fieles bautizados.
| Año                                                                             | Población            | Población | Población      | Sacerdotes | Sacerdotes    | Sacerdotes    | Bautizados por sacerdote | Diáconos permanentes | Religiosos | Religiosos | Parroquias |
| Año                                                                             | Bautizados católicos | Total     | % de católicos | Total      | Clero secular | Clero regular | Bautizados por sacerdote | Diáconos permanentes | Varones    | Mujeres    | Parroquias |
| ------------------------------------------------------------------------------- | -------------------- | --------- | -------------- | ---------- | ------------- | ------------- | ------------------------ | -------------------- | ---------- | ---------- | ---------- |
| 1970                                                                            | 12 033               | ?         | ?              | 9          | 7             | 2             | 1337                     |                      |            |            | 12         |
| 1999                                                                            | 55 000               | 66 000    | 83.3           | 7          | 2             | 5             | 7857                     |                      | 8          | 19         | 11         |
| 2000                                                                            | 60 000               | 70 000    | 85.7           | 7          | 1             | 6             | 8571                     |                      | 11         | 6          | 11         |
| 2001                                                                            | 80 000               | 100 000   | 80.0           | 11         | 4             | 7             | 7272                     |                      | 12         | 8          | 9          |
| 2002                                                                            | 85 000               | 120 000   | 70.8           | 12         | 4             | 8             | 7083                     |                      | 16         | 9          | 15         |
| 2003                                                                            | 85 000               | 120 000   | 70.8           | 12         | 4             | 8             | 7083                     |                      | 15         | 9          | 14         |
| 2004                                                                            | 85 000               | 120 000   | 70.8           | 13         | 4             | 9             | 6538                     |                      | 11         | 13         | 13         |
| 2005                                                                            | 85 000               | 120 000   | 70.8           | 11         | 3             | 8             | 7727                     |                      | 10         | 35         | 13         |
| 2007                                                                            | 86 000               | 121 700   | 70.6           | 12         | 3             | 9             | 7166                     |                      | 11         | 48         | 13         |
| 2013                                                                            | 86 300               | 121 700   | 70.9           | 22         | 5             | 17            | 3922                     |                      | 20         | 48         | 12         |
| 2016                                                                            | 86 300               | 121 700   | 70.9           | 18         | 4             | 14            | 4794                     |                      | 20         | 54         | 12         |
| 2019                                                                            | 89 900               | 129 864   | 69.2           | 22         | 13            | 9             | 4086                     |                      | 14         | 52         | 12         |
| Fuente: Catholic-Hierarchy, que a su vez toma los datos del Anuario Pontificio. |                      |           |                |            |               |               |                          |                      |            |            |            |